# Sabrina Schmatz
Sabrina Schmatz (née le 25 novembre 1983 à Munich) est une dessinatrice de bande dessinée, auteure de bandes dessinée, illustratrice et mangaka allemande.

## Biographie
Elle est autodidacte. Elle est active sur plusieurs plateformes en ligne sous des noms de plume. Elle publie son travail sous Iruka sur Animexx et sur DeviantArt sous Irukakachan. Son nom de plume le plus célèbre est Sabu . Sous ce titre, elle a publié ses premières pages de München 1945 sur une plateforme en ligne de bandes dessinées, une série pour laquelle elle a effectué des recherches, entre autres, au Centre de documentation NS de Munich. Cela a attiré l'attention de la maison d'édition Schwarzer Turm et ils ont inclus la série dans leur programme. Plus tard, la maison d'édition Carlsen a publié une édition complète révisée (2021/22 sous forme de livre relié en deux volumes et 2025 sous forme de livre broché en un volume). En collaboration avec l'organisateur du Festival de la bande dessinée de Munich, Heiner Lünstedt, elle anime la cérémonie de remise des prix PENG !.
Sabrina Schmatz vit et travaille à Munich.

## Œuvres (sélection)
- Lime Law 1, (Anthologie). Fireangels, 2011,  (ISBN 9783939309017)
- München 1945: Tome 1: Die Befreier. Schwarzer Turm, Weimar 2016,  (ISBN 9783934167766)
- München 1945: Tome 2: Konstanze. Schwarzer Turm, Weimar 2016,  (ISBN 9783934167803)
- München 1945: Tome 3: Zweifel. Schwarzer Turm, Weimar 2017,  (ISBN 9783934167834)
- München 1945: Tome 4: Geständnisse. Schwarzer Turm, Weimar 2018,  (ISBN 9783934167896)
- München 1945: Tome 5: Kriegskinder. Schwarzer Turm, Weimar 2019,  (ISBN 9783934167933)
- München 1945, Tome 6: Nachkriegszeit. Schwarzer Turm, Weimar 2020,  (ISBN 9783934167964)
- München 1945, Édition complète, Volume 1. Carlsen, Hambourg, 2021,  (ISBN 978-3-551-72077-1)
- München 1945, Édition complète, Volume 2. Carlsen, Hambourg, 2022,  (ISBN 978-3-551-72078-8)
- München 1945, Édition complète en un volume. Carlsen, Hambourg, 2025,  (ISBN 978-3-551-80617-8)

## Expositions
- 2021 : Ancien Palais des Congrès au Festival de la bande dessinée de Munich
- 2022 : Wieslocher Comictage, Palais des Congrès Palatin, Wiesloch[6]

## Récompenses
En 2017, elle a remporté le prix ICOM Independent Comic Award dans la catégorie « Illustrations exceptionnelles » pour sa série MÜNCHEN 1945.